# Dasycaris ceratops
Dasycaris ceratops är en kräftdjursart som beskrevs av Lipke Bijdeley Holthuis 1952. Dasycaris ceratops ingår i släktet Dasycaris och familjen Palaemonidae. Inga underarter finns listade i Catalogue of Life.